# Jahrtausendbrücke
Die Jahrtausendbrücke ist eine Brücke über die Havel in Brandenburg an der Havel und verbindet dort die Altstadt mit der Neustadt. Die Brücke erhielt ihren Namen, als der Brückenneubau im Jahr 1929 anlässlich der 1000-Jahr-Feier der Stadt eingeweiht wurde.

## Geschichte

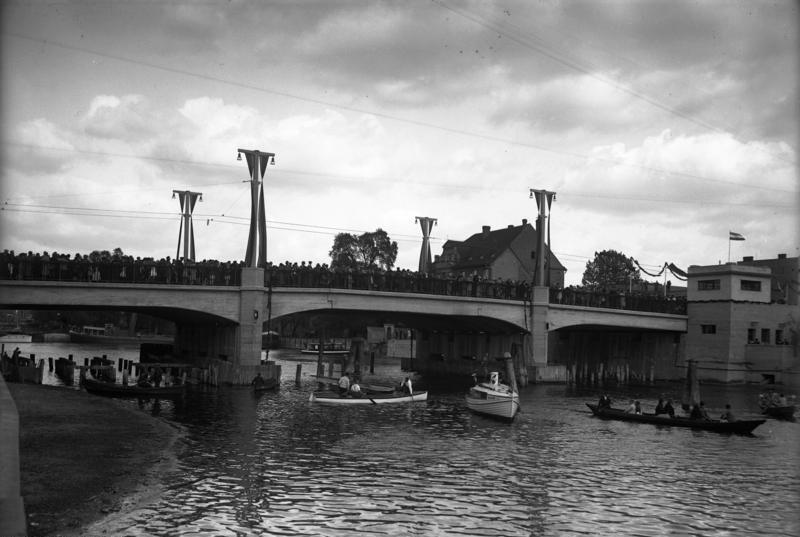
Einweihung der Jahrtausendbrücke am 7. September 1929.

Die erste hölzerne Brücke stand um 1230/1240 an dieser Stelle. Unter dem Namen Lange Brücke wurde 1860 an dieser Stelle eine hölzerne Klappbrücke errichtet, die 1892 durch eine eiserne Brücke, die in der Mitte aus einer Zugbrücke bestand, ersetzt wurde. Weil diese Brücke wiederum zum Verkehrshindernis wurde, erfolgte 1928 abermals ihr Abriss. Als Neubau wurde eine dreiteilige Stahlbetonbrücke errichtet, die am 7. September 1929 eingeweiht wurde und den Namen Jahrtausendbrücke erhielt.
Im April 1945 wurde die Jahrtausendbrücke gesprengt und 1946/47 wieder aufgebaut. Im Juli 1993 wurde die Brücke aus Sicherheitsgründen für Fahrzeuge gesperrt und 1995/96 erfolgte der Abbruch sowie der Neubau der Brücke. Am 4. Dezember 1996 wurde der Neubau eingeweiht.

## Karten
- Folke Stender: Redaktion Sportschifffahrtskarten Binnen 1 Nautische Veröffentlichung Verlagsgesellschaft ISBN 3-926376-10-4.
- Autorenkollektiv W. Ciesla, H. Czesienski, W. Schlomm, K. Senzel, D. Weidner: Schiffahrtskarten der Binnenwasserstraßen der Deutschen Demokratischen Republik 1:10.000, Band 3. Herausgeber: Wasserstraßenaufsichtsamt der DDR, Berlin 1988 OCLC 830889996